# 西の丸町
西の丸町（にしのまるちょう）は、香川県高松市中心部の町丁。郵便番号は760-0021。全域が住居表示に関する法律に基づく住居表示実施地区である。

## 地理
高松市役所より0.8km、高松市中心部の都心に位置し、北は高松駅、東は市道西の丸町8号線、南はさぬき浜街道（瀬戸大橋通り）、西は市道浜ノ町錦町線によって区切られている。町内はJR高松駅の駅前となっており、レンタカーやビジネスホテルが多く立地しているほかは、飲食店や組合・団体の事務所などが立地している。
2010年国勢調査による人口は196人（男102人/女94人）、世帯数は115世帯、面積は3万9065.3m2、人口密度は5017.2人/km2。公立小学校・中学校の校区は全域が新番丁小学校・紫雲中学校に属している。
町内における都市計画法に基づく用途地域は全域が商業地域で、容積率は県道173号以西における高松駅に面した街区が500%、それ以外が400%である。
高松駅は42万人の人口を擁する高松市の中心駅の一つであるほか、四国全土への優等列車が発着するターミナル駅であり、JR路線の中では四国最大の乗降客数を擁する駅でもあるが、もともと宇高連絡船との乗換駅の性格が強かったという歴史的事情や、そのため繁華街や商業の中心からは北に外れた高松港に位置するという地理的事情から、駅前があまり発達せず、このクラスの駅を持つ国内の典型的な駅前と比較するとデパートや商店街といった商業施設の集積が小さくなっている。

## 歴史
1928年（昭和3年）に新湊町及び内町の各一部から新設された。町名はこの地が高松城西の丸跡を造成して作られた町であることによる。
江戸時代におけるこの地は高松城の城内であり、西の丸と中堀が位置していた。この西の丸では初期の高松藩である生駒氏統治時代（1587年〜1640年）に城主が居住する屋敷があり、その後松平氏統治時代（1642年〜1871年）になると城主の居館は三の丸（現・披雲閣の場所）へ移ったため、西の丸には西御屋敷と呼ばれる屋敷が残った。この頃の西の丸の広さは東西40間（約72.7m）、南北95間（約172.7m）であり、後に大老屋敷や馬場も置かれている。
明治維新後、西の丸は大阪鎮台の管轄地となって刑務所が置かれたため、江戸時代からの大老屋敷など城内施設は荒廃する。その後1890年（明治23年）にこの土地と城内施設の全ては旧藩主である松平家へ5000円で払い下げられた。1902年（明治35年）には南部に香川県公会堂が完成し、広大な和風建築と樹齢1000年の老松を有するとして著名となった。そして、1908年（明治41年）には西の丸と中堀約2000坪が松平家から高松市へ寄付されたため、現存していた屋敷など城内施設は一掃され、1910年（明治43年）7月1日には高松駅がこの地に移転したことにより、残る西の丸の北部は鉄道用地となった。
1945年（昭和20年）7月4日未明にはアメリカ軍による無差別絨毯爆撃「高松空襲」を受け、町域の大部分が灰燼に帰した。
1958年（昭和33年）には一部が寿町一丁目〜二丁目へ編入され、内町及び新湊町一丁目〜四丁目が当町へ編入された。
2003年（平成15年）4月1日にはサンポート高松再開発に伴い、一部が浜ノ町へ編入され、浜ノ町及び寿町一丁目の各一部が当町へ編入された。

## 主要施設
掲載順は住居表示による街区符号・住居番号順
- タイムズカーレンタル高松駅前店
- 高松駅前パーキング
- ニッポンレンタカー四国本社／高松駅前営業所
- よしまつクリニック
- 高松パールホテル
- バジェット・レンタカー四国 高松駅前店
- 大川タクシー
- オリックスレンタカー高松駅前西の丸店（旧ジャパレン店舗）
- ホテルエリアワン高松 - 1号館と2号館があり、約60m離れている。チェックインは北側の1号館で行う。
- ビジネスホテル清恵
- オリックスレンタカー四国高松駅前店
- ミニストップ高松駅前店
- ホテルルピナス
- 日産レンタカー高松駅前店
- 能開センター高松校
- 香川市民劇場
- 国際観光旅館連盟四国支部
- ハイパーイン高松駅前
- トヨタレンタリース東四国 高松店
- 交運共済四国事業本部
- 四国キヨスク高松支店
- 交通新聞社四国支社
- 駅レンタカー四国 本社
- <香川県農業協同組合西の丸別館 - 旧ホテルニューフロンティア。香川県JAビルの建て替えのため、2017年7月から2020年1月まではこちらが本店だった。
- Nツアー農協観光香川支店／JA香川県旅行センター 2020年3月に移転。
- 専門学校穴吹パティシエ福祉カレッジ／穴吹カレッジキャリアアップスクールタック（TAC）高松校